# Gemeindehirte

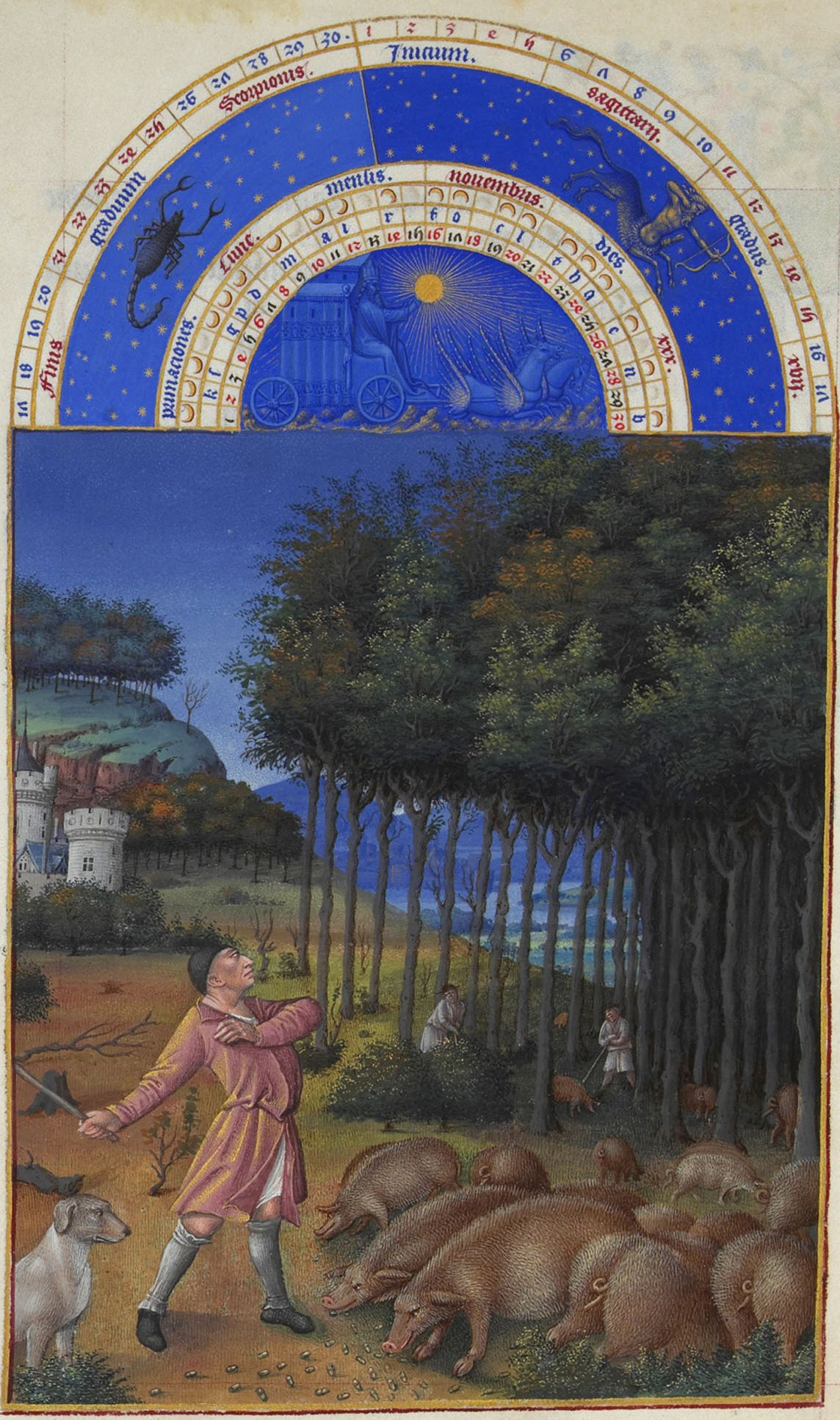
Schweinehirte im Mittelalter

Der Gemeindehirte bzw. Dorfhirte oder Stadthirte, war bis weit ins 19. Jahrhundert ein Hirte, der von den Gemeinden angestellt wurde, um das private Vieh der Bürger und Bauern während der Weidesaison zu hüten und zu versorgen. Er war für Pferde, Rinder, Schweine und Schafe zuständig. Schweinehirten, regional auch Sauhirten genannt, gab es nach dem Aufkommen der Stallfütterung noch bis in die Zwischenkriegszeit.

## Entlohnung
Er erhielt seinen vereinbarten Lohn am Ende der Weidesaison meist am Sonntag vor Martini (11. November) von der Gemeinde. Die Viehhalter trugen jeweils anteilig zu ihrer Grundstücksgröße, nur gelegentlich auch nach der Anzahl des zu versorgenden Viehs, zum Lohn des Hirten bei. Gelegentlich lebte er auch von den Erträgen eines Grundstückes, des Hirtenackers, der teilweise zusätzlich oder statt eines Geldlohnes zur Verfügung gestellt wurde, teils eigener Besitz war.

## Soziale Stellung
Der Gemeindehirte stand oft am Rand der ländlichen Gesellschaft. Dazu trugen neben seiner häufigen Armut und unsicheren Beschäftigung auch Aufgaben wie das „Töten und Abhäuten altersschwacher oder kranker Tiere, welches sie in die Nähe des Abdeckers brachte, sowie ihr häufiges Fehlen beim Gottesdienst“ bei. Dies war jedoch nicht immer so, die soziale Stellung konnte durchaus auch die hohe Verantwortung für die anvertrauten Tiere und die Kompetenzen als „Tierarzt“ widerspiegeln und sich in einer vergleichsweise guten Bezahlung ausdrücken.